# Friendship, Surinam
Friendship este un oraș din districtul Coronie, Surinam.